# Buddy Cole
Edwin LeMar „Buddy“ Cole (* 15. Dezember 1916 in Irving (Illinois); † 5. November 1964 in Los Angeles) war ein US-amerikanischer Musiker (Piano, Celesta, Orgel) und Orchesterleiter, der sowohl in der Swing- als auch in der weiteren Unterhaltungsmusik und für die Filmstudios arbeitete.

## Leben
Cole begann seine Musikerkarriere in Filmtheatern als Pausenpianist, bevor er nach Hollywood zog und in verschiedenen Swing-Bands spielte, wie in der Bigband von Alvino Rey, mit der um 1940 erste Aufnahmen entstanden. Anschließend arbeitete er als Studiomusiker. 1944 trat er in Los Angeles mit Jazz at the Philharmonic auf, wobei er u. a. mit Shorty Sherock, Bumps Myers, Joe Thomas, Red Callender, Russell Jacquet, Corky Corcoran, Jack McVea und Les Paul spielte. Letzteren begleitete er im selben Jahr bei Trio/Quartett-Aufnahmen für Circle Records. In den 1940er-Jahren arbeitete er außerdem mit Eddie South/Frank DeVol, Mel Tormé, Billy May, Peggy Lee, Dan Grissom, Johnny Mercer/Paul Weston, Hoagy Carmichael, Dave Barbour, Ella Mae Morse, Stan Hasselgård und Nat King Cole, im folgenden Jahrzehnt auch mit Louis Armstrong, June Christy/Pete Rugolo, Harry James, Ella Fitzgerald, Ray Anthony, The Four Freshmen, Johnnie Ray, Doris Day, Frankie Laine, Rosemary Clooney und Tutti Camarata. Cole war eng mit Bing Crosby befreundet, an dessen Hits „In a Little Spanish Town“ und „Ol’ Man River“ er mitwirkte. Für die Crosby-LPs Some Fine Old Chestnuts (1955) und New Tricks (1957) für Decca Records stellte Cole eine Jazzcombo zusammen.
In den 1950er-Jahren nahm Cole unter eigenem Namen für Columbia und Warner Bros. eine Reihe von Easy-Listening-LPs auf mit Titeln wie Organ Moods In Hi-Fi, Have Organ, Will Swing oder Pipes and Chimes of Christmas. Im Bereich der Pop- und Filmmusik arbeitete er außerdem mit Henry Mancini, der seinen Hammondorgel-Sound im Soundtrack der Fernsehserie Mr. Lucky verwendete. Im Bereich des Jazz war er ab 1940 an 113 Aufnahmesessions beteiligt.
Cole starb kurz nach den Aufnahmen des 20th-Century-Fox-Films The Sound of Music an einem Herzinfarkt.